# Viceprimer ministre de Nova Zelanda

Blasó de Nova Zelanda.

El vice-primer ministre de Nova Zelanda és el segon càrrec més important en el govern de Nova Zelanda, tot i que aquest no té massa poder pel que fa al primer ministre. Generalment es dona aquest càrrec al líder segon del partit governant, però això pot canviar si hi ha una coalició en govern.
El càrrec fou establert formalment el 1949, tot i que informalment existia en el passat. Des de 1949 setze persones han estat vice-primers ministres i un d'aquests en dues ocasions. D'aquestes persones cinc després es veurien com a primers ministres.

## Vice-primers ministres de Nova Zelanda
|     | Nom (naixement-mort) circumscripció                                | Fotografia       | Començament del mandat | Fi del mandat          | Legislatures       | Partit    |
| --- | ------------------------------------------------------------------ | ---------------- | ---------------------- | ---------------------- | ------------------ | --------- |
| 1   | Keith Holyoake (1904-1983) Diputat per Pahiatua                    | Keith Holyoake   | 13 de desembre de 1949 | 20 de setembre de 1957 | 29a, 30a, 31a      | Nacional  |
| 2   | Jack Marshall (1912-1988) Diputat per Karori                       | Jack Marshall    | 20 de setembre de 1957 | 12 de desembre de 1957 | 31a                | Nacional  |
| 3   | Clarence Skinner (1900-1962) Diputat per Buller                    | Nova Zelanda     | 12 de desembre de 1957 | 12 de desembre de 1960 | 32a                | Laborista |
| (2) | Jack Marshall (1912-1988) Diputat per Karori                       | Jack Marshall    | 12 de desembre de 1960 | 9 de febrer de 1972    | 33a, 34a, 35a, 36a | Nacional  |
| 4   | Robert Muldoon (1921-1992) Diputat per Tamaki                      | Robert Muldoon   | 9 de febrer de 1972    | 8 de desembre de 1972  | 36a                | Nacional  |
| 5   | Hugh Watt (1912-1980) Diputat per Onehunga                         | Nova Zelanda     | 8 de desembre de 1972  | 10 de setembre de 1974 | 37a                | Laborista |
| 6   | Bob Tizard (1924-actualitat) Diputat per Otahuhu                   | Nova Zelanda     | 10 de setembre de 1974 | 12 de desembre de 1975 | 37a                | Laborista |
| 7   | Brian Talboys (1921-2012) Diputat per Wallace                      | Nova Zelanda     | 12 de desembre de 1975 | 4 de març de 1981      | 38a, 39a           | Nacional  |
| 8   | Duncan MacIntyre (1915-2001) Diputat per East Cape                 | Duncan MacIntyre | 4 de març de 1981      | 15 de març de 1984     | 39a, 40a           | Nacional  |
| 9   | Jim McLay (1945-actualitat) Diputat per Birkenhead                 | Jim McLay        | 15 de març de 1984     | 26 de juliol de 1984   | 40a                | Nacional  |
| 10  | Geoffrey Palmer (1942-actualitat) Diputat per Christchurch Central | Geoffrey Palmer  | 26 de juliol de 1984   | 8 d'agost de 1989      | 41a, 42a           | Laborista |
| 11  | Helen Clark (1950-actualitat) Diputada per Mount Albert            | Helen Clark      | 8 d'agost de 1989      | 2 de novembre de 1990  | 42a                | Laborista |
| 12  | Don McKinnon (1939-actualitat) Diputat per Albany                  | Don McKinnon     | 2 de novembre de 1990  | 16 de desembre de 1996 | 43a, 44a           | Nacional  |
| 13  | Winston Peters (1945-actualitat) Diputat per Tauranga              | Winston Peters   | 16 de desembre de 1996 | 14 d'agost de 1998     | 45a                | NZ Primer |
| 14  | Wyatt Creech (1946-actualitat) Diputat per Wairarapa               | Nova Zelanda     | 14 d'agost de 1998     | 5 de desembre de 1999  | 45a                | Nacional  |
| 15  | Jim Anderton (1938-actualitat) Diputat per Wigram                  | Jim Anderton     | 5 de desembre de 1999  | 15 d'agost de 2002     | 46a                | Aliança   |
| 16  | Michael Cullen (1945-actualitat) Diputat de llista                 | Michael Cullen   | 15 d'agost de 2002     | 19 de novembre de 2008 | 47a, 48a           | Laborista |
| 17  | Bill English (1961-actualitat) Diputat per Clutha-Southland        | Bill English     | 19 de novembre de 2008 | 12 de desembre de 2016 | 49a, 50a           | Nacional  |
| 18  | Paula Bennett (1961-actualitat) Diputat per Upper Harbour          | Paula Bennett    | 12 de desembre de 2016 | 26 d'octubre de 2017   | 51a                | Nacional  |
| 19  | Winston Peters (1945-actualitat) Diputat per Tauranga              | Winston Peters   | 26 d'octubre de 2017   | en el càrrec           | 52a                | NZ Primer |